# 天空神
天空神（てんくうしん）は、直接ないし間接的に宇宙を創造した天上の至高存在者として、世界中の神話に普遍的に見られる神格である。

## 「暇な神」
多くの場合、天空神は宇宙の創造以外には積極的な役割を果たさない。
人間の生活と関わりを持つことも少ないとされるので、至高の存在として知られながらも、礼拝を捧げられる事が少ない。このような天空神の性質は「暇な神」（デウス・オティオースス）として知られる。

## 信仰
天上の至高存在者という概念が普遍的に存在することから、天空神への信仰は極めて古い起源を持つと考えられる。
アニミズムやトーテミズムが宗教生活を支配している社会においても、やはり至高の天空神への信仰は存在している。
オーストラリア原住民の宗教の特徴はトーテミズムであるが、様々な至高の天空神への信仰が存在している。しかしそれらの天空神に対する信仰が宗教生活を支配している所はない。ただし民族誌学的に古い層であるオーストラリア東南部では儀礼に結びついた天空神信仰が見られる。この事は天空神への信仰は昔のほうがより完全で熱心であったことを意味している。
多くの場合、天空神への信仰は重要性を失い、より具体的で動的で多産な宗教的諸力や神々が取って代わる傾向にある。
シュメールの天空神アンは最も重要な神であったはずだが、有史時代の初めの時点においてすでに「暇な神」となっていた。代わって主神となったのは、大気の神エンリルであった。
アフリカの至る所で、至高存在者としての天空神が見出されるが、これらの神は、ほとんど礼拝されることがない。代わって宗教生活において支配的であるのは祖先崇拝や精霊信仰である。
しかし天空神が宗教的現実性を強化される場合もある。それは中国やモンゴル帝国など大規模な政体において、君主を至高の天空神の地上における代理人と位置づけた場合や、一神教革命が起きたところの神々（アフラ・マズダー、ヤハウェ、アッラーフ）である。